# Edgewood (Maryland)
Edgewood é uma Região censo-designada localizada no estado americano de Maryland, no Condado de Harford.

## Demografia
Segundo o censo americano de 2000, a sua população era de 23.378 habitantes.

## Geografia
De acordo com o United States Census Bureau tem uma área de
46,7 km², dos quais 46,4 km² cobertos por terra e 0,3 km² cobertos por água. Edgewood localiza-se a aproximadamente 21 m acima do nível do mar.

## Localidades na vizinhança
O diagrama seguinte representa as localidades num raio de 12 km ao redor de Edgewood.